# アッシュル・ニラリ2世
アッシュル・ニラリ2世（Aššur-nērārī II、maš-šur-ERIM.GABA (=DÁḪ)、「アッシュル神は我が助け」）はアッシリアの王。『アッシリア王名表』では第68代の王とされており、在位期間の絶対編年は前1424年頃-前1418年頃、または前1414年頃-前1408年頃という推定があるが、これは古アッシリア時代末期の不確かな編年に依存している。当時の小都市国家アッシュルはミッタニ（ミタンニ）の従属国であり、未だその王サウシュタタルによる略奪からの回復の途上にあった。

## 来歴
彼はアッシリアの前王エンリル・ナツィル2世の息子である。『コルサバド王名表』（『アッシリア王名表』のバージョンの1つ）によれば彼の治世は7年間である。『アッシリア王名表』の別のバージョンである『SDAS王名表』と『アッシュル王名表』の対応する列の箇所は破損している。アッシュルで発見されたある法律文書は「リンム、最高裁判官（upreme judge）アッシュル・ニラリの息子、ベル・ナディン・アヘ（Ber-nādin-aḫḫe）」の日付を帯びており、別の文書は証人として「最高裁判官ベル・ナディン・アヘの息子たるイバシ・イル（Ibaši-ilu）の息子、シャマシュ・キディンヌ（Šamaš-kidinnu）」が登場している。この称号と系譜はベル・ナディン・アヘがアッシュル・ニラリ2世の（証明されてはいないが）後継者である可能性を示している。
アッシュル・ニラリ2世の地位は息子のアッシュル・ベル・ニシェシュによって継承された。

## 記録
1. ↑  Khorsabad Kinglist, tablet IM 60017 (excavation nos.: DS 828, DS 32-54), iii 3.
2. ↑  KAJ 8.
3. ↑  KAJ 8.